# Championnats de Hongrie d'escrime 1910
Navigation
Édition précédente Édition suivante
Les championnats de Hongrie d'escrime 1910 ont lieu du 20 mai au 22 mai 1910 à Budapest. Ce sont les onzièmes championnats d'escrime en Hongrie. Ils sont organisés par la MVSz.
Les championnats comportent seulement deux épreuves, le fleuret masculin et le sabre masculin.

## Classements
| Épreuves          | Or                       | Argent                          | Bronze            |
| ----------------- | ------------------------ | ------------------------------- | ----------------- |
| Fleuret           |                          |                                 |                   |
| Hommes individuel | Dezső Földes Fővárosi VC | Károly Nikitsch Wiener Neustadt | Péter Tóth MAC    |
| Sabre             |                          |                                 |                   |
| Hommes individuel | Péter Tóth MAC           | Dezső Földes Fővárosi VC        | Géza Krencsey MAC |